# Targi Kielce
Targi Kielce – polski ośrodek wystawienniczy, mieszczący się w Kielcach. Wicelider targów w Polsce pod względem sprzedanej powierzchni wystawienniczej; członek UFI – Światowego związku Przemysłu Targowego oraz Polskiej Izby Przemysłu Targowego. Ośrodek dysponuje 7 halami wystawienniczymi z pełną infrastrukturą techniczną oraz nowoczesnym centrum konferencyjnym; wiosną 2025 roku ruszyła budowa kolejnej hali, której zakończenie planowane jest na III kwartał 2026 roku. 
Targi Kielce to organizator specjalistycznych targów branżowych i wystaw oraz towarzyszących im konferencji, seminariów i sympozjów. Ośrodek specjalizuje się w wydarzeniach typu B2B.

## Historia
Targi Kielce, które początkowo nosiły nazwę Centrum Targowe Kielce, powstały w 1992 roku, dzięki inicjatywie prezydenta Kielc Roberta Rzepki, wojewody Józefa Płoskonki oraz dyrektora odpowiedzialnego za świętokrzyską gospodarkę Stanisława Gieronia, dzięki którym targi uzyskały swoją siedzibę; oni też przekonali do idei powstania ośrodka targowego kieleckich radnych.
Pierwsze targi rozwijały się pod auspicjami Świętokrzyskiej Agencji Rozwoju Regionu, której prezesem był Roman Musiał, a jego zastępcą Andrzej Mochoń. Najważniejszy wówczas, a i dziś też mający ogromne znaczenie nie tylko promocyjne, ale i gospodarcze, był Międzynarodowy Salon Przemysłu Obronnego. Andrzej Mochoń będąc wiceprezesem a później prezesem Świętokrzyskiej Agencji Rozwoju Regionu, stał się współtwórcą MSPO, pierwszego takiej skali wydarzenia targowego w Kielcach. W 1996 roku przez kilka miesięcy Mochoń był prezesem Centrum Targowego Kielce. Przez kilka lat, od marca 2000 roku, Międzynarodowe Targi Poznańskie miały decydujący głos na walnym zgromadzeniu akcjonariuszy. Rozpad współpracy nastąpił w 2006 roku, gdy miasto Kielce odkupiło udziały. Doszło do tego po konflikcie w sprawie przeznaczenia zysków na rozbudowę targów.
W 2002 zmieniono nazwę ośrodka na Targi Kielce. Od 21 stycznia 2006 funkcję Prezesa Zarządu Targów Kielce pełni dr Andrzej Mochoń. W 2013 roku zakończyła się największa w historii Targów Kielce modernizacja i rozbudowa obiektów. Prace prowadzone były w ramach unijnego projektu „Modernizacja i rozbudowa infrastruktury Targów Kielce jako Międzynarodowego Ośrodka Wystawienniczo–Kongresowego: Działanie III.2 Infrastruktura turystyki kongresowej i targowej Programu Operacyjnego Rozwój Polski Wschodniej 2007–2013”. Budowa terminali wejściowych, hali E (obecnie hala 5), Centrum Kongresowego oraz parkingu wielopoziomowego kosztowała w sumie 189 mln 858 tysięcy złotych (brutto).
23 stycznia 2025 roku podpisano umowę na budowę hali nr 8 o powierzchni 18 500 m² (w tym 3000 m² na antresoli) i rozbudowę hali nr 7. Prace rozpoczęły się w marcu 2025, a finał budowy zaplanowano na III kwartał 2026 roku. Łączny koszt inwestycji to około 100 mln zł.
W 2022 Targi Kielce otrzymały Odznakę Honorową Województwa Świętokrzyskiego.

## Powierzchnia wystawowa
Targi Kielce dysponują 90 000 m² powierzchni wystawienniczej, w tym 36 000 m² w 7 halach. Na czas największych wydarzeń dobudowywane są dodatkowe hale tymczasowe. Ekspozycja podczas targów rolniczych AGROTECH 2018 zajęła 11 hal.
28 sierpnia 2013 roku oddano do użytku Centrum Kongresowe Targów Kielce na 1000 osób, z ośmioma salami konferencyjnymi (największą na 700 osób) i 57-metrową wieżą widokową z salą konferencyjno-bankietową.

## Udział w rynku

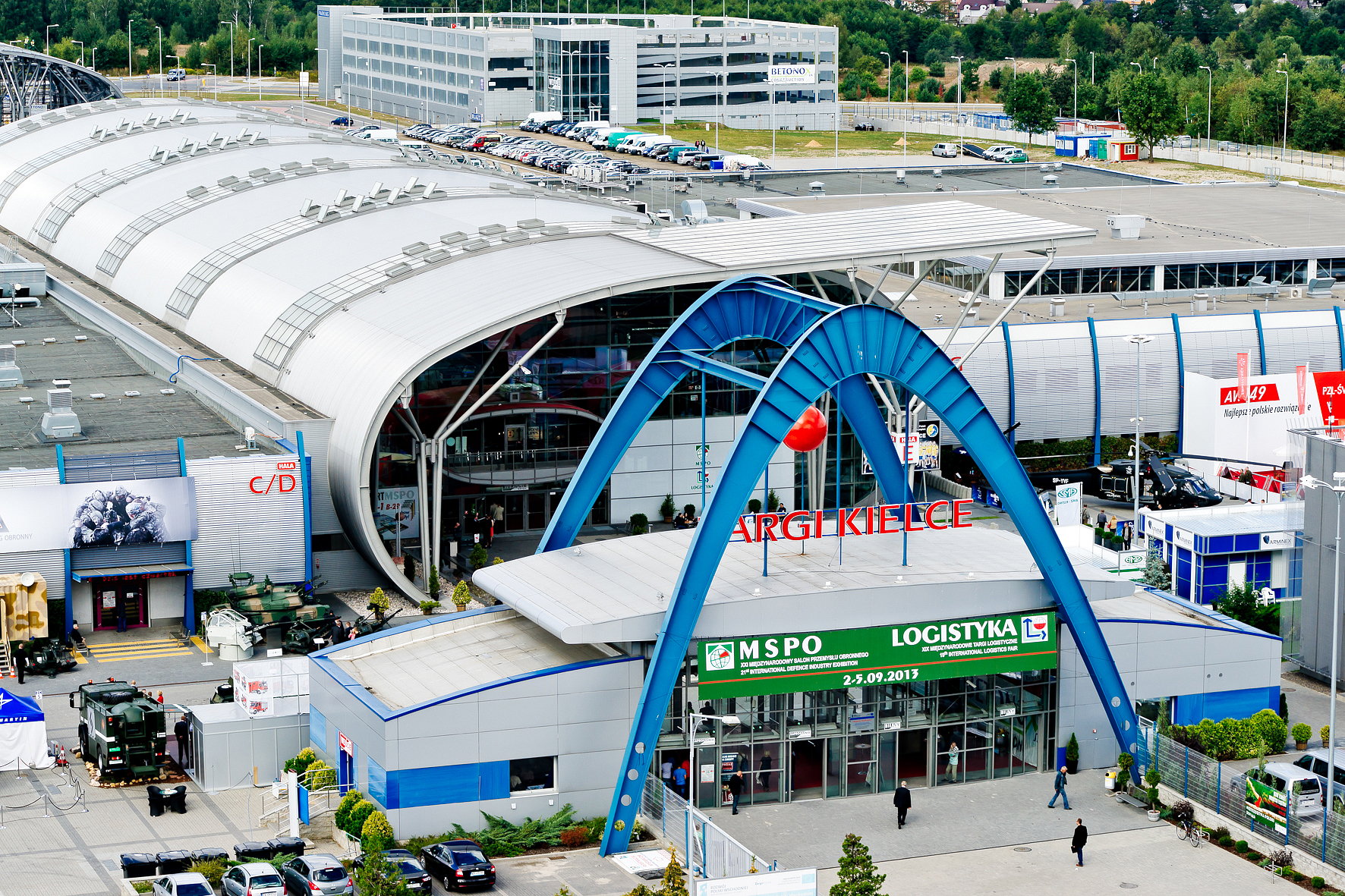
Terminal wschodni (od strony ul. Zakładowej, 2013 rok)

Spółka Targi Kielce organizuje rocznie ponad kilkaset konferencji, kongresów i eventów oraz kilkadziesiąt wydarzeń targowych, między innymi znany na całym świecie MSPO – Międzynarodowy Salon Przemysłu Obronnego, Międzynarodową Wystawę Budownictwa i Wyposażenia Kościołów, Sztuki Sakralnej i Dewocjonaliów SACROEXPO, Międzynarodowe Targi Przetwórstwa Tworzyw Sztucznych PLASTPOL, przyciągające rekordową na rynku krajowym liczbę wystawców zagranicznych, a także Międzynarodowe Targi Techniki Rolniczej AGROTECH bijące krajowe rekordy popularności – w 2025 roku AGROTECH zgromadził ponad 80 tysięcy zwiedzających.
Targi Kielce działają także poza granicami kraju. W Kijowie odbyło się 5 edycji targów PLASTUKRAINA - ostatnie w 2008 roku. Również w Kijowie zorganizowano 2 edycje targów Road Engineering. We współpracy z ukraińskim partnerem GAL-EXPO, kielecki ośrodek zorganizował we Lwowie 2 edycje Międzynarodowych Targów Techniki Rolniczej EuroAgro - ostatnie w 2017 roku. We wrześniu 2018 roku we Lwowie odbyła się wystawa poświęcona branży rowerowej Lwów Bike-Expo. W 2023 roku w ośrodku Incheba Expo Bratislava zadebiutowała wystawa Sacroexpo Slovakia, której ostatnia edycja zorganizowana została w 2024 roku. 
| Rok  | Liczba wystaw | Liczba wystawców | Liczba odwiedzających | Wynajęta powierzchnia [m²] |
| ---- | ------------- | ---------------- | --------------------- | -------------------------- |
| 2005 | 31            | 3 819            | 207 826               | 85 068                     |
| 2006 | 29            | 4 000            | 118 934               | 95 254                     |
| 2007 | 38            | 4 744            | 182 786               | 127 798                    |
| 2008 | 43            | 5 455            | 153 757               | 157 443                    |
| 2009 | 46            | 5 311            | 169 367               | 155 588                    |
| 2010 | 54            | 5 668            | 196 609               | 154 213                    |
| 2011 | 52            | 6 370            | 211 295               | 183 212                    |
| 2012 | 50            | 5 602            | 215 736               | 180 070                    |
| 2013 | 49            | 6 008            | 216 840               | 174 740                    |
| 2014 | 47            | 6 383            | 209 098               | 180 343,25                 |
| 2015 | 44            | 6 490            | 221 198               | 214 287,5                  |
| 2016 | 55            | 7 589            | 248 452               | 254 860                    |
| 2017 | 46            | 6 942            | 257 983               | 248 424                    |
| 2018 | 55            | 7 037            | 275 947               | 264 325                    |
| 2019 | 50            | 6 767            | 292 439               | 242 574                    |
| 2020 | 21            | 2 267            | 52 505                | 78 491                     |
| 2021 | 26            | 1 940            | 70 512                | 70 433                     |
| 2022 | 33            | 3 881            | 191 157               | 162 110                    |
| 2023 | 31            | 4 775            | 220 026               | 209 900                    |
| 2024 | 38            | 5 613            | 256 222               | 230 953                    |

## Ważniejsze wystawy targowe[5]

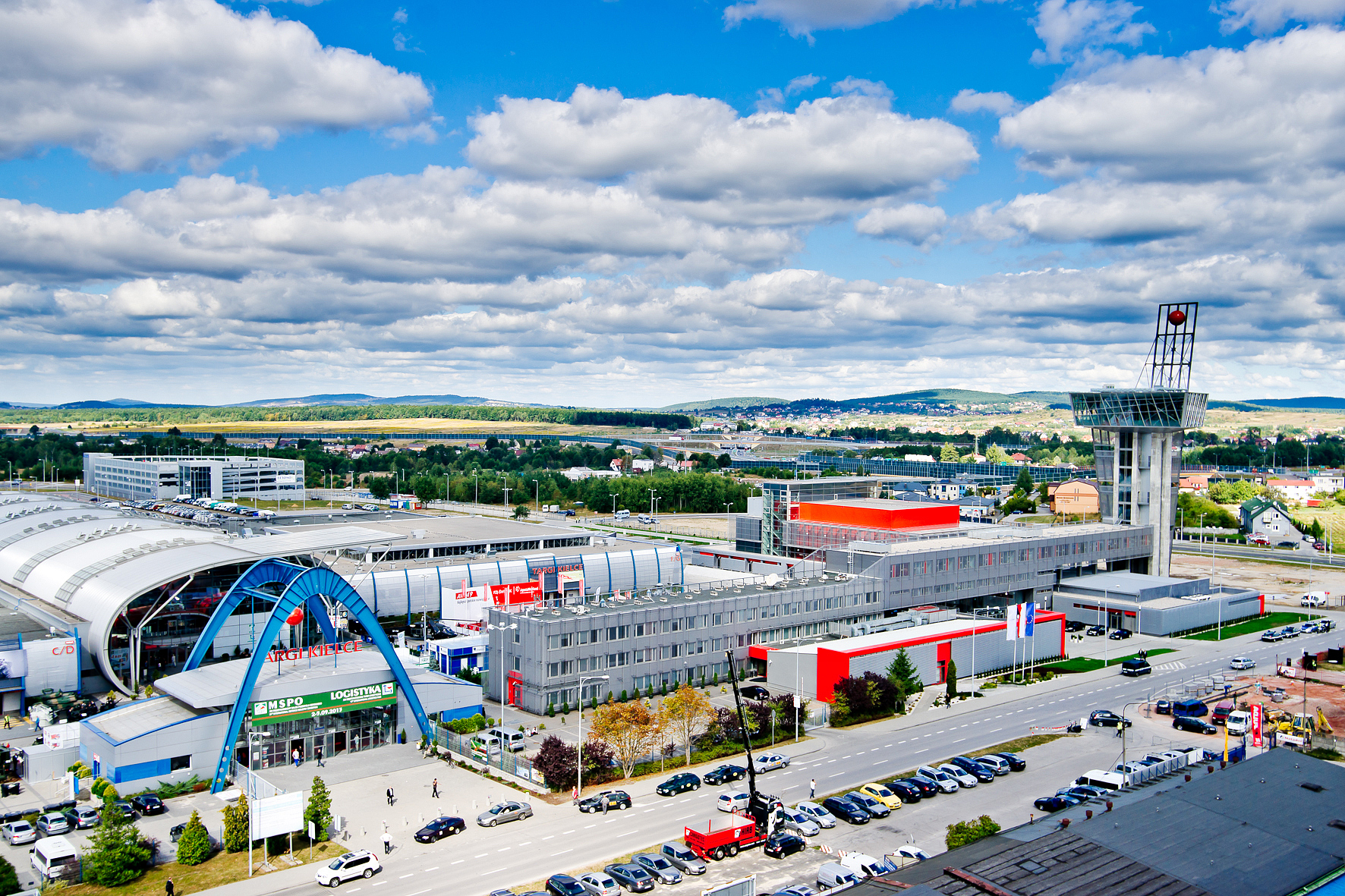
Targi Kielce – widok od ulicy Zakładowej. Po prawej wieża widokowa.

- AGROTECH – Międzynarodowe Targi Techniki Rolniczej
- AGROTRAVEL – Międzynarodowe Targi Turystyki Wiejskiej i Agroturystyki
- ALUMINIUM & NONFERMET – Międzynarodowe Targi Aluminium i Technologii, Materiałów i Produktów Metali Nieżelaznych
- AUTOSTRADA-POLSKA – Międzynarodowe Targi Budownictwa Drogowego
- CONTROL-TECH – Targi Przemysłowej Techniki Pomiarowej
- DOM – Targi Materiałów Budownictwa Mieszkaniowego i Wyposażenia Wnętrz
- DUB IT! – Festiwal Tuningu
- ECO-STYLE – Targi Produktów Ekologicznych, Tradycyjnych i Naturalnych
- KIELCE IFRE-EXPO – Międzynarodowa Wystawa Ratownictwa i Techniki Przeciwpożarowej
- EKOTECH – Targi Ekologiczne, Komunalne, Surowców Wtórnych, Utylizacji i Recyklingu
- ENEX – Międzynarodowe Targi Energetyki
- ENEX – Nowa Energia – Targi Odnawialnych Źródeł Energii
- EXPO-GAS – Targi Techniki Gazowniczej
- EXPO-SURFACE – Targi Technologii Antykorozyjnych oraz Ochrony Powierzchni
- EURO-LIFT – Międzynarodowe Targi Dźwigów
- EUROPARKING – Salon branży parkingowej
- HORTI-TECH – Targi Technologii Sadowniczych i Warzywniczych
- INNO-TECH EXPO – Międzynarodowe Targi Innowacji i Nowych Technologii
- KIDS’ TIME (dawniej: CZAS DZIECKA) – Międzynarodowe Targi Zabawek i Artykułów dla Matki i Dziecka
- KIELCE BIKE-EXPO – Międzynarodowe Targi Rowerowe
- LAS-EXPO – Targi Przemysłu Drzewnego i Gospodarki Zasobami Leśnymi
- LOGISTYKA – Międzynarodowe Targi Logistyczne
- MASZBUD – Międzynarodowe Targi Maszyn Budowlanych i Pojazdów Specjalistycznych
- METAL – Międzynarodowe Targi Technologii dla Odlewnictwa
- MSPO – Międzynarodowy Salon Przemysłu Obronnego
- MODNY ŚLUB – Ogólnopolskie Targi Ślubne
- NECROEXPO – Międzynarodowe Targi Branży Pogrzebowej
- OGRÓD i TY – Targi Ogrodnicze i Działkowe
- PARAGIEŁDA / TLL – Targi Lotnictwa Lekkiego
- PLASTPOL – Międzynarodowe Targi Przetwórstwa Tworzyw Sztucznych
- PNEUMATICON – Targi Pneumatyki, Hydrauliki, Napędów i Sterowań
- POLSECURE - międzynarodowe targi branży bezpieczeństwa publicznego
- PRACA KARIERA ROZWÓJ – Ogólnopolskie Targi Pracy dla Studentów i Absolwentów Szkół Wyższych
- ROTRA – Międzynarodowe Targi Transportu Drogowego
- SACROEXPO – Międzynarodowa Wystawa Budownictwa i Wyposażenia Kościołów, Sztuki Sakralnej i Dewocjonaliów
- SPAWALNICTWO – Międzynarodowe Targi Technologii i Urządzeń dla Spawalnictwa
- STOM – Salon Technologii Obróbki Metali
- TRAFFIC-EXPO – Międzynarodowe Targi Infrastruktury
- TRANSEXPO – Międzynarodowe Targi Lokalnego Transportu Zbiorowego